# Gymnocalycium megalothelon
Gymnocalycium megalothelon (Sencke ex K.Schum.) Britton & Rose es una especie fanerógama perteneciente a la familia de las Cactaceae. 

## Distribución
Es endémica de Paraguay. Es una especie común en lugares localizados.

## Descripción
Gymnocalycium megalothelos crece individualmente con tallos esféricos de color verde opaco a marrón,  con diámetros de hasta 10 centímetros. Las once y cincuenta fuertes costillas están claramente tuberculadas. Las areolas tienen una sola espina central que está ligeramente curvada. Las siete a ocho espinas radiales en forma de aguja,  son de color marrón a gris de 1 a 1,5 centímetros de largo. Las flores blancas y ligeramente rosadas alcanzan una longitud de 3 a 4 cm. Los frutos en forma de huevos son de color azul-verde, de hasta 2 cm de largo y tiene un diámetro de 1 a 1.5 cm.

## Taxonomía
Gymnocalycium megalothelon fue descrita por (Sencke ex K.Schum.) Britton & Rose.
Etimología
Gymnocalycium: nombre genérico que deriva del griego,  γυμνός (gymnos) para "desnudo" y κάλυξ ( kalyx ) para "cáliz" = "cáliz desnudo", donde refiere a que los brotes florales no tienen ni pelos ni espinas.
megalothelon epíteto
Sinonimia
- Echinocactus megalothelon